# Joachim Fuchsberger

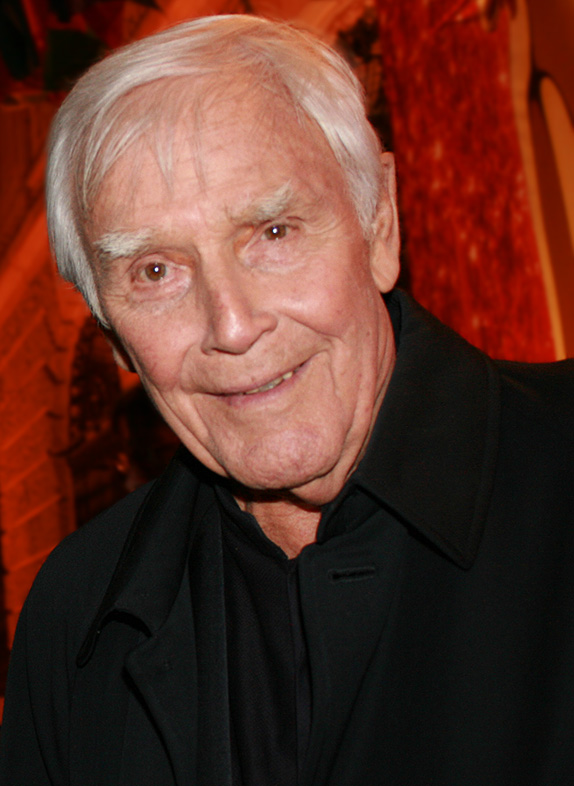
Joachim Fuchsberger (2008)

Joachim Karl „Blacky“ Fuchsberger (* 11. März 1927 in Zuffenhausen, heute Stadtbezirk von Stuttgart; † 11. September 2014 in Grünwald) war ein deutscher Schauspieler, Synchronsprecher, Hörbuchsprecher, Liedtexter und Entertainer. In einem Zeitraum von rund 60 Jahren trat der Schauspieler in über 80 Filmen und Fernsehserien auf. Berühmt wurde er unter anderem durch seine Auftritte in der Edgar-Wallace-Filmreihe aus den 1960er Jahren, in der er häufig einen Inspektor von Scotland Yard verkörperte. Zudem war er mit Sendungen wie Der heiße Draht, Auf Los geht’s los und Heut’ abend als Showmaster erfolgreich. Für sein Lebenswerk wurde er mit der Goldenen Kamera, dem Deutschen Fernsehpreis und einem Bambi ausgezeichnet.

## Leben

### Jugend
Joachim Fuchsberger wurde als Sohn des Schriftsetzers Wilhelm Fuchsberger und seiner Frau Emma, geb. Stengel, in Zuffenhausen bei Stuttgart geboren. Sein Vater war als Linotype-Vertreter der Mergenthaler Setzmaschinenfabrik in Berlin tätig. Fuchsberger wuchs in Heidelberg und Düsseldorf mit zwei jüngeren Brüdern auf und besuchte nach verschiedenen Volksschulen die Realschule und das Gymnasium. Als Kind war Fuchsberger Mitglied der Hitlerjugend. Bei Kriegsbeginn war er zwölf Jahre alt; noch als Schüler wurde er zum Reichsarbeitsdienst verpflichtet. Er erlangte nie einen Schulabschluss.
Gegen Kriegsende wurde Fuchsberger an der Springerschule in Wittstock zum Fallschirmjäger ausgebildet. Wegen seiner Kenntnisse in Judo (Fuchsberger war Träger des 1. Dan) wurde der damals 16-Jährige bereits nach einem halben Jahr zum Nahkampfausbilder ernannt. Er wurde an der Ostfront eingesetzt, kam in Stralsund ins Lazarett und geriet zunächst in sowjetische, anschließend in US-amerikanische und zuletzt in britische Kriegsgefangenschaft.
Der Spitzname „Blacky“ stammt aus dieser Zeit. Sein Einsatzname war damals „Jackie“, was eine Französisch sprechende Freundin versehentlich Blacky ausgesprochen hatte. Fuchsberger sagte 2007 in einem Interview, dass er unabhängig von der ersten Version denselben Namen während seiner Zeit beim Bayerischen Rundfunk erhielt, als er als Ersatzsprecher eine Sendung in angetrunkenem Zustand moderiert und der Programmdirektor ihn danach ermahnt habe, vor den Sendungen keine Blackys (Black & White-Whisky) zu trinken.

### Nachkriegszeit
Nach dem Krieg arbeitete Fuchsberger 1946 zunächst etwa vier Monate lang unter Tage auf der Zeche König Ludwig in Recklinghausen. Auf diese Weise konnte er aus der britischen Gefangenschaft in Schleswig-Holstein heraus- und seiner Familie in Düsseldorf näherkommen. Danach arbeitete er als Monteur von Satz- und Druckmaschinen im väterlichen Betrieb und schließlich als Mitarbeiter in der chemigrafischen Abteilung eines Verlags in Düsseldorf. 1949 wurde er Werbeleiter der Deutschen Bauausstellung in Nürnberg. Von 1950 bis 1952 war er Hörfunksprecher beim Sender München und Wochenschau-Sprecher.
1951 heiratete er die Schlagersängerin Gitta Lind. Nach zweieinhalb Jahren ließ sich das Paar scheiden und er heiratete 1954 die Schauspielerin Gundula Korte, die Tochter des Künstlers Robert Kothe.

### Schauspielerische Karriere

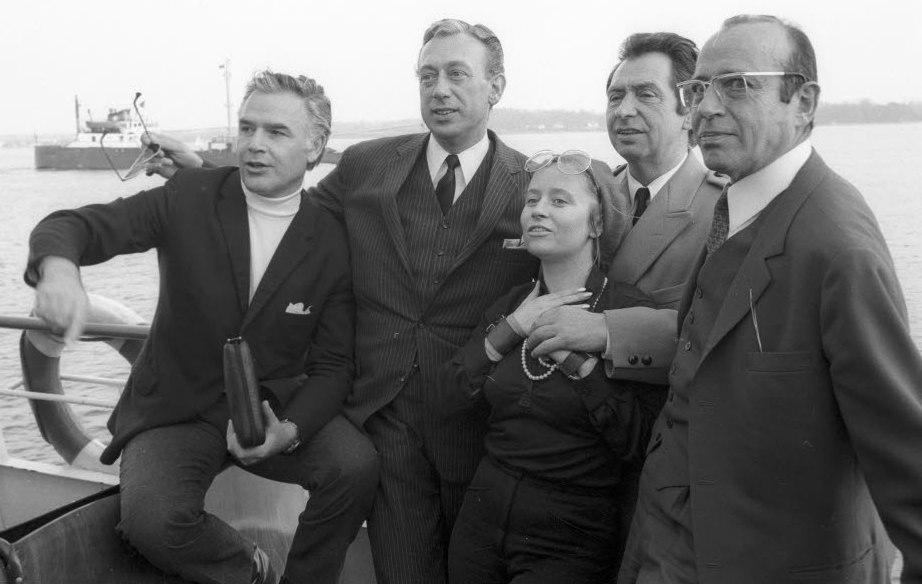
Joachim Fuchsberger (links) mit Horst Tappert, Hilde Brand, Regisseur Alfred Vohrer und Konrad Georg; 1969

Nach unbedeutenden Nebenrollen begann 1954 Fuchsbergers Filmkarriere als Hauptdarsteller in dem Dreiteiler 08/15. Seine Darstellung des schlauen Gefreiten Asch, der es schließlich bis zum Leutnant der Wehrmacht bringt, machte ihn über Nacht populär. Danach sah man ihn noch mehrfach als Uniformträger in Kriegsfilmen wie Die grünen Teufel von Monte Cassino oder als Liebhaber in zeittypischen Heimatfilmen.
In den 1960er Jahren wurde er als Inspektor in mehreren Edgar-Wallace-Filmen und anderen Krimis zu einem Kinostar. Er erwies sich in dieser Zeit als Idealbesetzung für unerschrockene Verbrecherjäger und vertrauenswürdige Beschützer verfolgter Frauen. In den Edgar-Wallace-Filmen spielte er
- in Der Frosch mit der Maske (1959) den jungen Hobbydetektiv Richard Gordon,
- in Die Bande des Schreckens (1960) Chefinspektor Long,
- in Die toten Augen von London (1961) Inspektor Larry Holt,
- in Das Geheimnis der gelben Narzissen (1961) Versicherungsagent Jack Tarling,
- in Die seltsame Gräfin (1961) Inspektor Mike Dorn,
- in Das Gasthaus an der Themse (1962) Inspektor Wade von der Flusspolizei,
- in Der Fluch der gelben Schlange (1962/1963) den reichen Clifford Lynne,
- in Der schwarze Abt (1963) den Gutsverwalter Dick Alford,
- in Zimmer 13 (1963/1964) Ermittler Johnny Gray,
- in Der Hexer (1964), Der Mönch mit der Peitsche (1967) und Im Banne des Unheimlichen (1968) jeweils Inspektor Higgins sowie
- in Das Geheimnis der grünen Stecknadel (1971) Inspektor Barth.

1961 spielte er neben Heinz Klevenow den Archie Goodwin in dem fünfteiligen Fernsehfilm Zu viele Köche. 2007 wirkte er in der Edgar-Wallace-Parodie Neues vom Wixxer mit. Bei Filmen, die im englischsprachigen Ausland vertrieben wurden, wurde er im Abspann häufig „Joachim Berger“ genannt. Bis zu seinem Tod spielte Fuchsberger regelmäßig Theater, unter anderem mit seinem Kollegen Ralf Bauer.

### Vom Schauspieler zum Moderator
Bei den Olympischen Spielen 1972 in München war Fuchsberger während der Eröffnungs- und Abschlusszeremonie im Olympiastadion Stadionsprecher. Bei der Schlussfeier am 11. September 1972, einige Tage nach dem Olympia-Attentat auf die israelische Mannschaft, meldete man ihm, dass möglicherweise ein Terroranschlag mit einem auf das Olympiastadion zufliegenden Passagierflugzeug bevorstehe. Die Organisatoren überließen ihm die Entscheidung über eine Evakuierung des Olympiastadions. Fuchsberger entschied sich dafür, die Zuschauer über die angebliche Gefahr, die sich später als unzutreffend herausstellte, nicht zu informieren, da er eine Massenpanik befürchtete.
Von 1973 bis 1975 moderierte er acht Folgen der Fernsehshow Der heiße Draht, deren letzte Sendung dem Internationalen Jahr der Frau gewidmet war. 1978 wurde Fuchsberger bei einer Fernsehshow im Rahmen einer Zirkusnummer von einem Schimpansen gebissen. Er erkrankte daraufhin an Hepatitis B und verbrachte vier Monate auf der Isolierstation eines Krankenhauses, worauf er, wie er später berichtete, „durch ein tiefes Tal der Depressionen“ ging. Er überstand die Krankheit jedoch ohne bleibende Gesundheitsschäden.
Fuchsberger moderierte mehrere Fernsehshows (u. a. Auf Los geht’s los, 1977–1986) und die ARD-Talkshow Heut’ abend (1980 bis 1991), in der er 300 Mal jeweils einen prominenten Zeitgenossen zu seinem Leben befragte. Er konnte es sich mit der Zeit leisten, Angebote für Schauspielrollen und Sendungen abzulehnen, und kritisierte die zunehmende Oberflächlichkeit und den Qualitätsverfall im Fernsehen.
Umgekehrt verkraftete Fuchsberger allerdings seinerseits auch nicht die zunehmende Kritik an seiner Sendung Auf Los geht’s los. Er verteidigte unter anderem Erich von Däniken und die damals 15-jährige Désirée Nosbusch, die beide in seiner Show zu Gast waren, gegen Beanstandungen der Zuschauer („Ich lasse keinen meiner Gäste beleidigen!“). Nach teilweise heftiger Kritik an seiner Moderation zog er sich Ende der 1980er Jahre vorübergehend ins australische Hobart zurück, wo er seit 1983 einen weiteren Wohnsitz unterhielt.
1990 übernahm er eine weitere Fernsehshow. Nach dem Tod von Robert Lembke im Januar 1989 war der Sendeplatz von Was bin ich? frei geworden. Diese Lücke füllte Fuchsberger mit seinem Quiz Ja oder Nein, in dem vier Prominente Geheimnisse der Gäste erraten mussten. Von 1988 bis 2003 drehte Fuchsberger für den Bayerischen Rundfunk 20 Filme im Rahmen der auf ihn zugeschnittenen Reportagereihe Terra Australis, in denen er Menschen und Landschaften seiner Wahlheimat porträtierte.

### Weitere Tätigkeiten
Fuchsberger hatte auch als Schlagertexter Erfolg. Hervor stechen seine Lieder Blumen für die Dame, das er für seine erste Frau Gitta Lind schrieb, Was ich dir sagen will, Der große Abschied, Schau es schneit sowie Dann kann es sein, dass ein Mann auch einmal weint (von Udo Jürgens gesungen). Außerdem schrieb er den Text für das Vereinslied der Stuttgarter Kickers und für Lieder von Howard Carpendale und Jürgen Marcus. Beim Grand Prix Eurovision de la Chanson 1957 verkündete er die deutschen Punkte.
Ende der 1960er Jahre gründete Fuchsberger mit einem Partner zusammen ein Immobilienunternehmen, das jedoch binnen kurzer Zeit insolvent wurde. Mit 42 Jahren hatte er sein gesamtes Vermögen verloren, musste seine Villa verkaufen und saß auf einem Berg Schulden, die unter anderem aus den Regressforderungen geschädigter Kunden erwuchsen. Mit Hilfe seiner Frau Gundula, die damals die Prozesse für ihn führte, dem Beistand von Freunden und unermüdlicher Arbeit beglich er jedoch seine Schulden und gründete eine neue Existenz.
Er wurde 1984 erster deutscher Botschafter für die UNICEF. Am 13. November 2006 erhielt er für diese Tätigkeit in München die Bayerische Staatsmedaille für Soziale Dienste. 2011 wurde er zum Ehrenbotschafter des Kinderhilfswerks ernannt.
Fuchsberger war ab 2009 Mitglied des Kuratoriums der in Deutschland stattfindenden Fußball-Weltmeisterschaft der Frauen 2011 und neben OK-Präsidentin Steffi Jones Schirmherr des Volunteer-Programms jener WM.

### Privates
Fuchsberger wurde bis zu seinem Tod von seiner Frau Gundula unterstützt, die für ihn als Managerin und Produzentin tätig war. Auch sein Sohn Thomas (1957–2010), Komponist und Musikproduzent, half ihm bei der Produktion zahlreicher Fernsehreportagen. Am 14. Oktober 2010 ertrank Thomas Fuchsberger infolge einer Hypoglykämie im Mühlbach von Kulmbach.
Schon während seiner Zeit als Soldat war Fuchsberger aus der Kirche ausgetreten und seitdem Agnostiker. Er war engagiertes Mitglied der Deutschen Angestellten-Gewerkschaft.
2003 erlitt Fuchsberger auf der Bühne einen leichten Schlaganfall. Damals hatte er bereits drei Herzoperationen hinter sich. Am 4. Juni 2013 erlitt er einen zweiten Schlaganfall. Er starb am 11. September 2014 im Alter von 87 Jahren in seinem Haus in Grünwald bei München. Sein letzter großer Wunsch, gemeinsam mit seiner Frau Gundula im Dezember 2014 die Diamantene Hochzeit zu erleben, ging damit nicht mehr in Erfüllung. An einer Trauerfeier in Grünwald nahmen am 22. September 2014 neben Familie und Freunden auch Frank Elstner, Franz Beckenbauer, Oliver Kalkofe, Markus Lanz, Uschi Glas und IOC-Präsident Thomas Bach teil. Fuchsberger wurde am 24. September auf dem Waldfriedhof Grünwald neben seinem Sohn Thomas beigesetzt.

## Sonstiges
Eine große Leidenschaft entwickelte Fuchsberger für die australische Insel Tasmanien, auf der er viel Zeit verbrachte. 1999 wurde er vom tasmanischen Premierminister für seine Verdienste zum „Ehrenbotschafter für Tourismus“ ernannt, 2007 erhielten er und seine Frau Gundula die australische Staatsbürgerschaft.
In der juristischen Lehre ist ein Fall nach Fuchsberger benannt. Beim sogenannten Fuchsberger-Fall handelt es sich um eine Klage Fuchsbergers gegen einen Optiker, der ohne seine Einwilligung ein Bild von ihm zu Werbezwecken verwendet hat.
Fuchsberger war Ehreninspektor bei Scotland Yard, bei der französischen Sûreté und bei der Bayerischen Kriminalpolizei.
Eine Aussage von Joachim Fuchsberger in einem Interview bei Anne Will aus dem Jahre 2004 zur Verbindung zwischen spielbasierten Therapiemethoden in der Psychiatrie und Fernsehspielshows war die Inspiration für den Film Overgames von Lutz Dammbeck.

## Filmografie

### Kino
- 1953: Geh mach Dein Fensterl auf
- 1954: Wenn ich einmal der Herrgott wär
- 1954: 08/15
- 1955: Das Lied von Kaprun
- 1955: 08/15 Zweiter Teil
- 1955: Der letzte Mann
- 1955: 08/15 in der Heimat
- 1956: Symphonie in Gold
- 1956: Lumpazivagabundus
- 1956: Wenn Poldi ins Manöver zieht (Manöverzwilling)
- 1957: Vater macht Karriere
- 1957: Kleiner Mann – ganz groß
- 1957: … und vergib mir meine Schuld (Ascoltami)
- 1957: Die Zwillinge vom Zillertal
- 1958: Eva küsst nur Direktoren
- 1958: Die grünen Teufel von Monte Cassino
- 1958: Liebe kann wie Gift sein
- 1958: U 47 – Kapitänleutnant Prien
- 1958: Das Mädchen mit den Katzenaugen
- 1958: Mein Schatz ist aus Tirol
- 1959: Die feuerrote Baronesse
- 1959: Der Frosch mit der Maske
- 1959: Mein Schatz, komm mit ans blaue Meer
- 1960: Endstation Rote Laterne
- 1960: Die zornigen jungen Männer
- 1960: Die Bande des Schreckens
- 1961: Die toten Augen von London
- 1961: Das Geheimnis der gelben Narzissen
- 1961: Die seltsame Gräfin
- 1961: Auf Wiedersehen
- 1962: Der Teppich des Grauens
- 1962: Das Gasthaus an der Themse
- 1963: Barras heute
- 1963: Der Fluch der gelben Schlange
- 1963: U 153 antwortet nicht
- 1963: Die weiße Spinne
- 1963: Der schwarze Abt
- 1964: Zimmer 13
- 1964: Der Hexer
- 1965: Hotel der toten Gäste
- 1965: Der letzte Mohikaner
- 1965: Ich, Dr. Fu Man Chu
- 1965: Ich habe sie gut gekannt (Io la conoscevo bene)
- 1966: Wer kennt Johnny R.?
- 1966: Siebzehn Jahr, blondes Haar
- 1966: Lange Beine – Lange Finger
- 1966: Bel Ami 2000 oder Wie verführt man einen Playboy
- 1967: Mister Dynamit – Morgen küsst euch der Tod
- 1967: Feuer frei auf Frankie
- 1967: Der Mönch mit der Peitsche
- 1968: Im Banne des Unheimlichen
- 1968: Himmelfahrtskommando El Alamein (Commandos)
- 1969: Sieben Tage Frist
- 1969: Schreie in der Nacht (Contronatura)
- 1972: Das Geheimnis der grünen Stecknadel (Cosa avete fatto a Solange?)
- 1972: Ein Käfer gibt Vollgas
- 1973: Das Mädchen von Hongkong
- 1973: Das fliegende Klassenzimmer
- 1977: Gefundenes Fressen
- 1982: Der Fan
- 2007: Neues vom Wixxer

### Fernsehen
- 1956: Smaragden-Geschichte (Fernsehfilm)
- 1957: Illusionen (Fernsehfilm)
- 1961: Zu viele Köche (Fernseh-Mehrteiler)
- 1964: Die fünfte Kolonne: Zwei Pistolen (Fernsehfilm)
- 1967: Der Tod läuft hinterher (Fernsehfilm)
- 1969: Hotel Royal (Fernsehfilm)
- 1970: 11 Uhr 20 (Fernsehfilm)
- 1971: Heißer Sand (Fernsehfilm)
- 1971: Olympia-Olympia (Fernsehfilm)
- 1995: Flammen der Liebe (Fernsehfilm)
- 1996: Das Traumschiff – Sydney (Fernsehfilm)
- 1997: Der vierte König (Fernsehfilm)
- 1998: Tristan und Isolde – Eine Liebe für die Ewigkeit (Fernsehfilm)
- 2008: Der Bibelcode (Fernsehfilm)
- 2010: Die Spätzünder (Fernsehfilm)
- 2013: Die Spätzünder 2 – Der Himmel soll warten (Fernsehfilm)

#### Fernsehshows
- 1960–1961: Nur nicht nervös werden
- 1973–1975: Der heiße Draht
- 1975–1976: Spiel mit mir
- 1977–1986: Auf Los geht’s los
- 1980–1991: Heut’ abend
- 1990–1994: Ja oder Nein

#### Reportagereihe
- 1988–2005: Terra Australis (Reportagen aus seiner zweiten Heimat Australien)

#### Dokumentationen
- 2007: Joachim Fuchsberger erzählt... (Dokumentation in der Joachim Fuchsberger über die Anfänge seiner Karriere, die große Zeit des deutschen Films und mehrere Kollegen erzählt) – Konzept, Regie und Produktion: Eckhart Schmidt
- 2012: Legenden: Joachim Fuchsberger (ARD)
- 2014: Joachim „Blacky“ Fuchsberger (Alternativtitel: Abschied von Joachim Fuchsberger) – Dokumentation von Klaus Ickert
- 2014: Joachim Fuchsberger – Ein Porträt

## Theaterstücke
- 2002: Der Priestermacher (Mass Appeal) von Bill C. Davis – mit Ralf Bauer, Regie: Helmuth Fuschl

## Hörspiele
- 1954: Rolf Olsen: Kurt Wilhelm: Kathi und das Geisterhaus – Eine wilde Begebenheit – Regie: Kurt Wilhelm (Mundarthörspiel – BR)
- 1963: Alfred Andersch: Vergebliche Brautschau – Bilder aus dem Leben eines Playboys (Christoph) – Regie: Gerd Beermann (SWF / RB)

## Werke

### Bücher
- Ungeplante Abenteuer, Schwann, Düsseldorf 1972, ISBN 978-3-508-00232-5
- Erinnerung an eine Krankheit, R.S. Schulz, Starnberg 1979, ISBN 978-3-7962-0109-7
- Guten Morgen Australien: Erinnerungen an den Fünften Kontinent, Hoffmann und Campe, Hamburg, 1988, ISBN 3-455-08271-8
- In 47 Tagen rund um Australien – Das Abenteuer Highway 1 (mit Thomas Fuchsberger), Heyne, 1998, ISBN 978-3-453-12920-7
- Denn erstens kommt es anders… Geschichten aus meinem Leben. Bastei Lübbe, Köln 2008, ISBN 978-3-404-61644-2
- Altwerden ist nichts für Feiglinge. Gütersloher Verlagshaus, Gütersloh 2010, ISBN 978-3-579-06760-5
- Bis an seine Grenzen – und darüber hinaus. Gütersloher Verlagshaus, Gütersloh 2011, ISBN 978-3-579-06678-3
- Zielgerade. Gütersloher Verlagshaus, Gütersloh 2014, ISBN 978-3-579-06650-9
- Blacky. Erinnerungen an einen Gentleman. Herausgegeben von Gundula Fuchsberger. Gütersloher Verlagshaus, Gütersloh 2015, ISBN 978-3-579-06783-4

### Hörbücher
- Traumklänge oder das längste Märchen, das es je gab. (gemeinsam mit Nina Ruge) Hörbuch. Bastei Lübbe 2005, ISBN 978-3-7857-3053-9
- Altwerden ist nichts für Feiglinge. Hörbuch. Gütersloher Verlagshaus, Gütersloh 2011, ISBN 978-3-579-07634-8

## Auszeichnungen
- 1942: Kriegsverdienstkreuz 2. Klasse mit Schwertern[20]

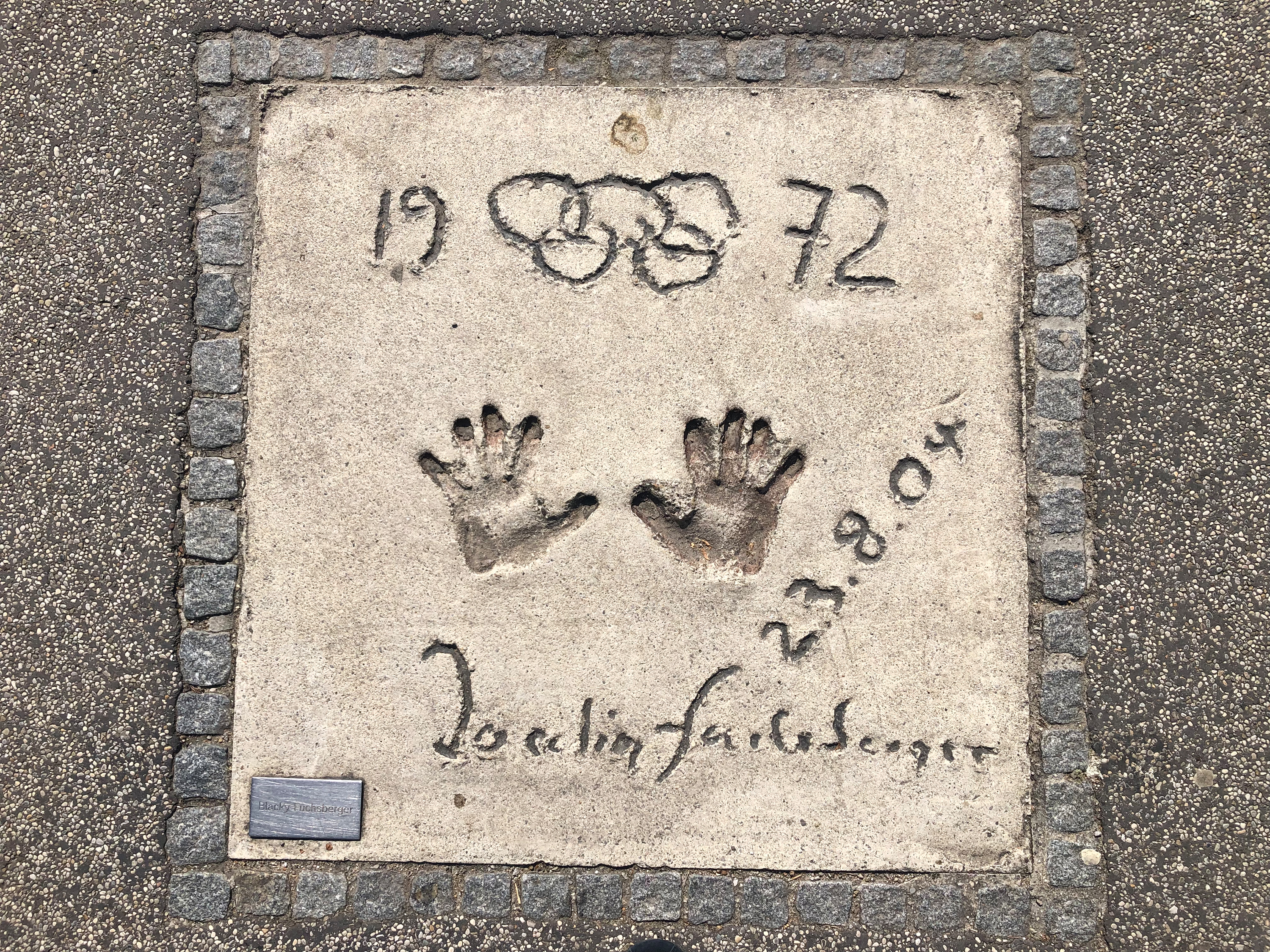
Handabdrücke und Autogramm von Fuchsberger auf dem „Munich Olympic Walk of Stars“

- 1961: Bravo Otto in Bronze (Kategorie: TV Star männlich)
- 1961: Goldener Bildschirm
- 1970: Bambi
- 1970: Internationales Filmband (Italien)
- 1970: Bravo Otto in Silber (Kategorie: TV Star männlich)
- 1971: Bravo Otto in Gold (Kategorie: TV Star männlich)
- 1972: Bravo Otto in Silber (Kategorie: TV Star männlich)
- 1979: Bayerischer Verdienstorden
- 1982: Goldene Kamera
- 1982: Bambi
- 1983: Bundesverdienstkreuz
- 1983: Pfeifenraucher des Jahres
- 1985: Der liebe Augustin (Österreich)
- 1986: Goldene Europa
- 1994: Großes Bundesverdienstkreuz
- 2004: Munich Olympic Walk of Stars
- 2005: Bayerischer Fernsehpreis für sein Lebenswerk
- 2006: Bayerische Staatsmedaille für soziale Verdienste
- 2007: Brisant Brillant für sein Lebenswerk
- 2007: Steiger Award Lebenswerk
- 2007: DVD Champion in der Kategorie Lifetime Achievement Award für sein Lebenswerk
- 2008: Platin Kurier Romy für das Lebenswerk
- 2009: Sächsischer Dankesorden
- 2010: Goldene Kamera für sein Lebenswerk (überreicht durch Harry Belafonte)
- 2011: Deutscher Fernsehpreis für sein Lebenswerk
- 2011: Deutscher Nachhaltigkeitspreis 2011 Ehrenpreis
- 2012: Bambi für sein Lebenswerk